# Philautus microdiscus
Philautus microdiscus är en groddjursart som först beskrevs av Annandale 1912.  Philautus microdiscus ingår i släktet Philautus och familjen trädgrodor. IUCN kategoriserar arten globalt som otillräckligt studerad. Inga underarter finns listade i Catalogue of Life.